# Beast Boy

Beast Boy (Garfield Logan) là một siêu anh hùng hư cấu xuất hiện trong truyện tranh Mỹ được xuất bản bởi DC Comics, thường là thành viên của các đội Teen Titans và Doom Patrol. Được tạo bởi nhà văn Arnold Drake và nghệ sĩ Bob Brown, lần đầu tiên anh xuất hiện trong The Doom Patrol # 99 (tháng 11 năm 1965).

## Tiểu sử
Khi còn là một đứa trẻ, Garfield nhiễm một loại bệnh hiếm gặp gọi là đạo sĩ sơn tùng mặt toàn phân và được chữa trị nhờ một loại huyết thanh từ một con khỉ xanh. Loại huyết thanh này vô tình biến da và tóc cậu thành màu xanh lá cây mà còn mang lại khả năng biến hình thành bất kỳ con vật nào mà cậu thích.

## Trong Titan
Trong phim hoạt hình Teen Titans trong Cartoon network, Beast Boy là một trong 5 thành viên của nhóm, những người còn lại là Raven, Cyborg, Robin và Starfire